# Gospodar (vladarska titula)
Gospodar (latinski: Domnius) slavenski je vladarski naslov.

## Crna gora
U Crnoj Gori najprije ga je koristio Đurađ I. Balšić (crnogorska dinastija Balšići) krajem 14. stoljeća kada se potpisivao kao Jure de Balsa, Dominius, a potom i drugi vladari iz ove dinastije.
Naslov Gospodar koristili su vladari iz crnogorske dinastije Crnojevići (15. stoljeće). U najranije sačuvanoj povelji Ivana Crnojevića, osnivača Cetinja, iz 1469. on se potpisuje kao Gospodar Ivan Crnojević a u jednoj kasnijoj povelji titulira se Ivan Crnojević, Gospodar zetski.
1853. Gospodar se koristi usporedno s naslovom Knjaz i u službenoj korespodenciji pa je knez Danilo I. Petrović te godine nazivan Njegova Svjetlost Gospodar Knjaz. 
U 3. članku Zakonika (1855.) za Danila navodi se da je crnogorski Knjaz i Gospodar Crne Gore.
Od početka je svoje vladavine 1860. Nikola I. Petrović gotovo ravnopravno tituliran kao Knjaz i Gospodar. 
Obični su Crnogorci najradije rabili izraz Gospodar kad bi se obraćali knezu Nikoli, pa čak i kad je 1910. on proglašen za kralja, a Crna Gora postala kraljevina.

## Vanjske poveznice
- Crnogorci i Gospodar (crnog.)